# David Stern
David Joel Stern (New York, 1942. szeptember 22. – New York, 2020. január 1.) amerikai jogász és üzletember, aki a National Basketball Association (NBA) biztosa volt 1984 és 2014 között. Nagy szerepet játszott az NBA és a kosárlabda ismertségének terjedésében az 1990-es és 2000-es években. Az NBA 12 irodát nyitott meg alatta az Egyesült Államokon kívül, illetve több, mint 200 területen és 40 nyelven közvetítették a ligát. Sternnek fontos szerepe volt a Women’s National Basketball Association és az NBA G-League megalapításában. Stern alatt megnőtt az NBA digitális jelenléte, az NBA.com, az NBA TV és az NBA League Pass elindításával. Ezek mellett ő volt az NBA Cares ötletgazdája.
1966-ban kezdett az NBA-vel együttműködni külső tanácsadóként, majd 1978-ban kezdett közvetlenül a liga tanácsadójaként dolgozni. 1980-ban lett az NBA alelnöke. 1984-ben lett Larry O’Brien-t követően a liga biztosa. 30 év után 2014-ben hagyta el az NBA-t, amellyel annak és az Észak-Amerikai sportok történetének leghosszabb ideig hivatalban lévő biztosa lett. Beiktatták a Naismith Memorial Basketball Hall of Fame-be és a FIBA Hall of Fame-be.

## Korai évek
David Joel Stern 1942. szeptember 22-én született, Manhattanben, New Yorkban, Anna (született: Bronstein, 1918–1990) és William Stern (1918–1980) gyermekeként, zsidó családba. Teaneckben (New Jersey) nőtt fel, apjának zsidó csemegeboltja volt Chelsea-ben. Gyerekként New York Knicks rajongó volt, gyakran járt mérkőzésekre a Madison Square Gardenbe apjával. Kosárlabdázott is, mielőtt egy térdsérülés miatt abba kellett hagynia.
Tanulmányait a Rutgers Egyetemen és a Columbia Egyetemen végezte.

## Karrier

### Első évek az NBA-vel
Miután befejezte tanulmányait, csatlakozott a Proskauer, Rose, Goetz & Mendelsohn jogi céghez, amely rég óta dolgozott az NBA-vel. Ő volt a cég főügyésze a Robertson vs National Basketball Association ügyben, Oscar Robertson ellen. Stern segített létrehozni egy megegyezést, amely szerint a játékosok szabadügynökök lehettek szerződésük lejárta után és lényegében szabad utat nyitott az NBA és az ABA egyesülésének.
1978-ban Stern elhagyta a Proskauer Rose-t, hogy az NBA főtanácsadója legyen Larry O’Brien alatt. 1980-ra Stern már a liga üzleti és jogi alelnöke volt, amellyel de facto ő irányította a liga marketingjét, televíziós szerződéseit és közönségkapcsolatokat. Ebben az időszakban fontosabb megegyezései közé tartozott a megegyezése az NBPA-vel, mikor létrehozta a drogteszteket és a fizetési sapkát csapatoknak. Egy 1980-ban kiadott The Times riport alapján a ligában szereplő játékosok 40-75%-a használt kokaint. Az NBA ezzel első Észak-Amerikai sportként elismerte, hogy volt egy drogprobléma a ligán belül és megoldotta azt. A fizetési sapka átalakításával a liga bevételeinek az 53%-át a játékosok kapták vissza.

### NBA-biztosként
1984. február 1-én Stern lett az NBA biztos, O’Brien utódjaként, átvéve az NBA-t egyik legsötétebb időszakát követően. A csapatok helyett a liga marketingje ezt követően a játékosokra koncentrált, mint Magic Johnson, Larry Bird, Michael Jordan és Charles Barkley. Jordan érkezése megerősítette a liga kereskedelmi erejét. Vele léptek be a ligába cipőszerződések a Nike-val, amely nagyobb országos hírt hozott a bajnokságnak.
Stern átvezette a ligát a csökkenő nézőszámokon és egy globális nevet csinált belőle. Első biztosi évében Stern felajánlotta Adrian Paenzának, egy dél-afrikai kommentátornak és az Argentina Channel 9-nak, hogy évente 2,000 dollárért közvetítsék hétvégente az NBA legjobb pillanatait. 1987-ben VHS kazettákat kezdtek eladni a kínai állami televíziónak, hogy Észak-Amerikán kívül is népszerűsítsék a ligát. Stern engedélyezte profi játékosoknak, hogy részt vegyenek az olimpián, ezzel életet adva az 1992-es Dream Team-nek.
A Dream Team egyik tagja Johnson volt, aki egy évvel korábban bejelentette, hogy elkapta a HIV vírust és visszavonul a sporttól. Ebben az időszakban a HIV vírustól félt a nagyközönség és gonosznak állították be. Sokan attól féltek, hogy kézfogásokkal tovább tudná adni a játékos. Ennek ellenére Stern engedélyezte Johnson játékát az NBA All Star-gálán és később a Dream Team-ben. Ennek következtében új egészségügyi protokollt jelentett be a liga, például vérző játékosok nem játszhattak tovább a mérkőzéseken.
1995-ben megjelent az első NBA-csapat Kanadában, a Toronto Raptors és a Vancouver Grizzlies érkezésével. Stern alatt hét új NBA-franchise jelent meg a ligában: a Hornets, a Timberwolves, a Heat, a Magic, a Grizzlies, a Raptors és a Bobcats.
2000-ben kiderült, hogy a Minnesota Timberwolves illegálisan járt el Joe Smith leigazolása közben, azzal, hogy a jövőben egy pénzügyileg sokkal erősebb szerződést ígértek neki, ha kevés pénzért aláírt a csapathoz. Az NBA eltörölte Smith szerződésének utolsó évét, megbüntette a csapatot 3.5 millió dollárra és elvette a Timberwolves következő három első körös draft választását.
A 2005–2006-os szezon előtt az NBA bejelentette, hogy játékosok nem viselhetnek fejhallgatókat, láncokat, rövidnadrágokat, ujjatlan pólókat, napszemüvegeket beltéren, pólókat, mezeket és sapkákat NBA-vel kapcsolatos eseményeken való szereplésük közben. Allen Iverson ezt kritizálta és a következőt nyilatkozta: "Olyan játékosokat vesznek célba, mint én, akik hiphop stílusban öltöznek... Szerintem átléptek egy határt." Egy évtizeddel később azt mondták, hogy Stern intézkedésének következtében az NBA játékosai divatosabban kezdtek el öltözni.
Stern létrehozott egy minimum életkort az NBA játékosainak. A 2006-os drafttól bármelyik játékosnak, aki középiskolából érkezett a ligába, legalább 19 évesnek kellett lennie. Ezt a lépését kritizálták, tekintve, hogy a játékosok, akiket ez a lépés leginkább érintett, általában afroamerikaiak, illetve, hogy a legtöbb más sport engedélyezi a 18 éves sportolók szereplését.

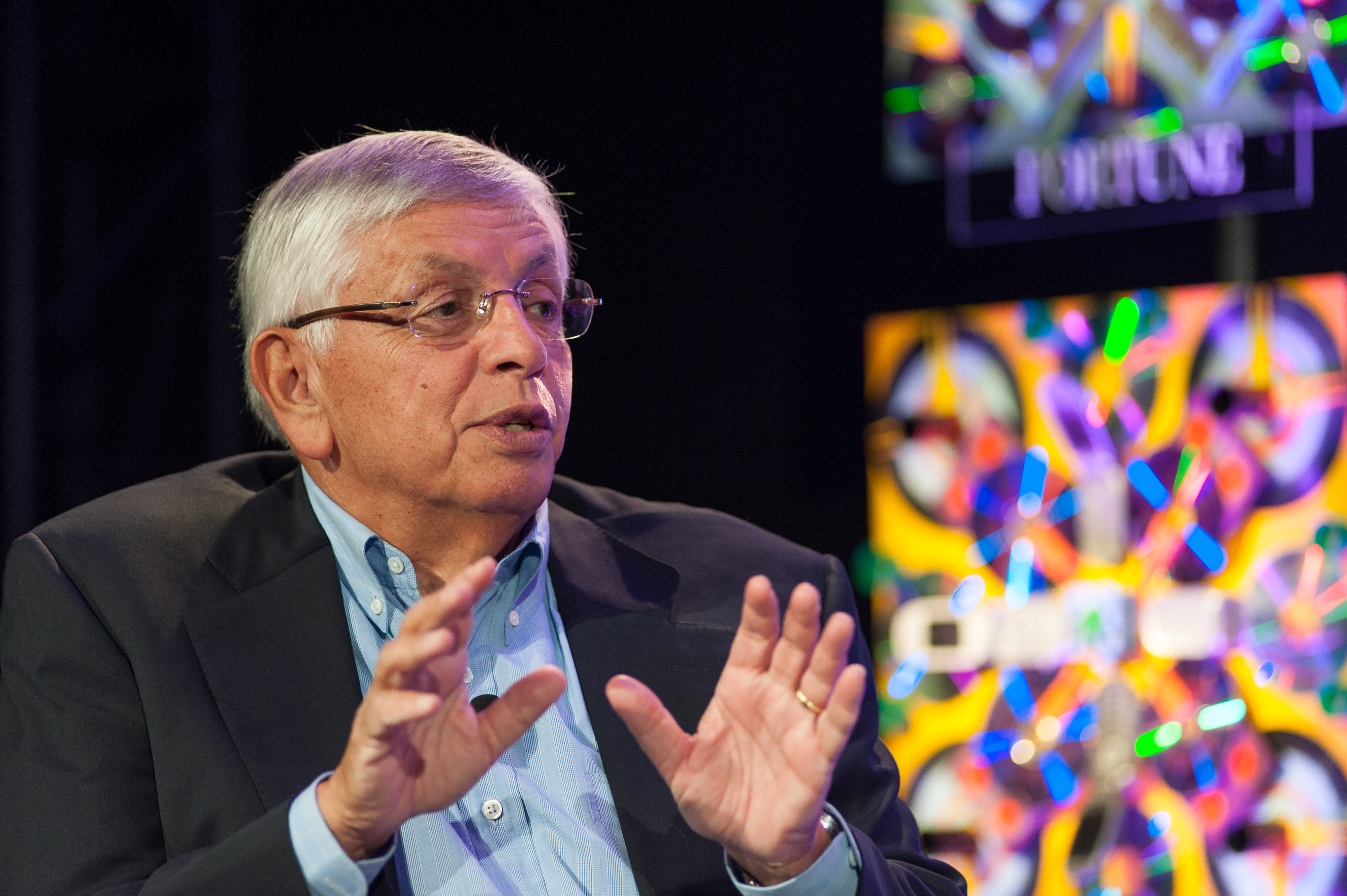
Stern 2012-ben

A 2006–2007-es szezonra az NBA bejelentett egy új labdát, amely átvette az 1970 óta használt stílusú játékszerek helyét. Mark Cuban (a Dallas Mavericks tulajdonosa) egyet értett a változással, kiemelve a régen használt labda kiszámíthatatlanságát. Több játékos is kritizálta a labdát, mint például Shaquille O’Neal: "Olyan, mint egy olcsó labda, amiket a játékboltban veszel." Egy Cuban által finanszírozott tanulmány szerint az új labda 5-8%-kal alacsonyabbra pattant és máshogy mozgott.
Stern egy ideig nem volt hajlandó visszaváltani a régi labdára. A szezon második hónapjában a National Basketball Players Association beadott egy panaszt a labdák minőségéről és, hogy felvágta a játékosok kezét. Stern elismerte, hogy "az NBA végezhetett volna jobb munkát" a döntéssel és a labda kialakításáról. 2006. december 11-én az NBA bejelentette, hogy 2007 januárjától visszavált a bőrlabdákra.
2007-ben Stern támogatta a Seattle SuperSonics áthelyezését Oklahomába, amely körül nagy botrány alakult ki. A döntés meglepőnek számított, mert Seattle az ország 15. legnagyobb piaca, míg Oklahoma City a 45. Stern alatt hat NBA-csapatot helyeztek át.
2011. december 8-án Stern elutasított egy három csapatos trade-et, amelyben Chris Paul a Los Angeles Lakers csapatába, a Lamar Odom a liga által tulajdonolt Hornets-be és Pau Gasol a Rockets-be igazolt volna, "kosárlabda okok miatt". A közönség negatívan reagált erre, a játékosok Twitteren fejezték ki aggodalmukat. Tekintve, hogy a bajnokság volt a Hornets tulajdonosa, sokan ennek tudták be a döntést.
2012. október 25-én Stern bejelentette, hogy 2014. február 1-én le fog mondani posztjáról 30 év után. Utódja Adam Silver volt, de haláláig kapcsolatban volt a ligával biztos emeritus pozíción.
Stern 2012-ben megkapta az olimpiai rang elismerést. 2014-ben beiktatták a Naismith Memorial Basketball Hall of Fame-be, míg 2016-ban a FIBA Hall of Fame-be.

## Magánélete
Stern házastársa Dianne Bock Stern volt, két gyerekük született: Eric és Andrew. Scarsdale-ben (New York) lakott. Az NBA-ben eltöltött évei alatt 9 millió dolláros fizetése volt.
2019. december 12-én agyvérzéssel kórházba szállították, ahol átesett egy vészhelyzeti beavatkozáson. 2020. január 1-én halt meg Manhattanben, 77 évesen. Tiszteletük jeléül a szezon hátralévő részében az NBA csapatai fekete szalagot viseltek mezeiken. Több legenda is megemlékezett róla, mint LeBron James, Michael Jordan, Magic Johnson, és Kobe Bryant (aki 25 nappal Stern után hunyt el).